# Мусирмы
Мусирмы́ (чув. Мӑнҫырма) — село в Урмарском муниципальном округе Чувашской Республики.

## История
История села насчитывает более 4 веков. Точная дата образования не известна, зато известны имена четырёх основателей: Ветсер, Ахвантиэр, Алсарей и Аплас. Они скрывались от царских карателей в месте, где в настоящее время и находится село. Выбор этого места связан с его труднодоступностью — вокруг полно оврагов, заросших лесом.
Название села произошло от названия большого оврага, разделяющего село на две части. В переводе с чувашского языка «Мăн çырма» означает «большой овраг».
По сведениям 1859 года Цивильского уезда Казанской губернии (издан Центральным статистическим комитетом Министерства внутренних дел. Санкт-Петербург, 1866 г.):
| Название населенных пунктов | Положение              | Число дворов | Число мужчин | Число женщин |
| --------------------------- | ---------------------- | ------------ | ------------ | ------------ |
| Дальняя Мусирма             | при ключе Аксар-Ваки   | 99           | 249          | 258          |
| Ближняя Мусирма             | при овраге Хучей-Сирмы | 64           | 181          | 197          |

По сведениям 1902 года:
| Название населенных пунктов | Число дворов | Число мужчин | Число женщин |
| --------------------------- | ------------ | ------------ | ------------ |
| Мусирмы                     | 118          | 325          | 326          |
| Дальние Мусирмы             | 192          | 545          | 516          |

На 1902 год в селе Мусирмы были ветряные мельницы, конные крупообдирки, кузница.
По сведениям Цивильского уезда Казанской губернии на 1917 год Дальние Мусирмы и Мусирмы входили в состав Староарабосинской волости.
В 1930 году село Мусирма и деревня Мусирма находились в составе Мусирминского сельского совета. В деревне Мусирма был образован колхоз «Чув. Крестьянин» в 1930 году а в селе Мусирма колхоз «Новая жизнь» в 1929 году.
В 1930 году мусирминцы преобразовали под магазин старый амбар. Лишь в 1935 году им удалось построить магазин для торговли продуктами и промтоварами.
24 мая 1978 года деревня Дальние Мусирмы включена в деревню Мусирмы.
По состоянию на 1.05.1981 года село Мусирмы находится в составе Мусирминского сельского совета и в составе совхоза «Мусирминский».
В 1999 г. был открыт сельский музей.

## Органы власти
В рамках организации местного самоуправления с 2004 по 2022 гг. в граница села существовало муниципальное образование Мусирминское сельское поселение . Упразднено законом от 29 марта 2022 года в рамках преобразования муниципального района со всеми входившими в его состав поселениями путём их объединения в муниципальный округ  . С 1 января 2023 года функционирует Мусирминский территориальный отдел .

## Школы
Земское училище в селе Мусирмы было основано 7 января 1882 г. Повела с  учителем являлся Г. Н. Зайцев, приняв Мусирминское сельское поселение рожке. Около 1890 г. местный крестьянин Д.Романов выстроил для училища деревянный дом под тесовой крышей рядом с церковью, за наем которого земская управа платила 60 рублей. В 1910 году здание было выкуплено у хозяинаМусирминский  . училищу было присвоено .мя А. М. Арцыбышева и вывешена мемориальная доска.
Мужская школа братства Св. Гурия в деревне Дальние Мусирмы открылась 1 октября 1884 г. Первым учителем был Григорий Степанов. После него учителем стал Николай Ильин, в 1185 году закончивший Мусирминскую земскую школу. В школе преподавалось церковное пение, при ней имелся хор, который пел в церкви села Мусирмы.
Учитель получал жалованье 40 рублей в год, из которых 10 рублей уходило на наем квартиры. Помещение школы было «неудобное и холодное», поэтому в 1895 г. Н.Ильин на свои средства построил деревянный дом. С 1896 года учителем работал псаломщик К. Г. Гаврилов, окончивший сельское училище. В начале XX века школа была преобразована в церковно-приходскую. Помещалась она в наемном здании, имела годовой бюджет 160 рублей. В школьной библиотеке насчитывалось 800 томов.
Мусирминское женское училище братства Св. Гурия открылось 15 ноября 1888 г. На содержание школы братство выделяло 30 руб. в год. Учительница из своего жалованья платила за наем квартиры 10 руб. На собственные деньги приходилось покупать книги, карандаши, перья и др.
В 1912 году на 2 школы в Мусирмах выделялось:
от земства — 340 руб.
от сельского общества — 80 руб.
из иных источников — 60 руб.
В библиотеках Мусирминских школ (земской и женской) насчитывалось 1041 том книг.
Число учащихся в школах прихода села Мусирмы в 1882—1889 гг.

| Годы | Мусирм.муж. | Мусирм. жен. Бр. Св. Гурия | Д-Мусирм. шк. грамоты |
| ---- | ----------- | -------------------------- | --------------------- |
| 1882 | 34          |                            |                       |
| 1883 | 41          |                            |                       |
| 1884 | 33          |                            | 30                    |
| 1885 | 29          |                            | 26                    |
| 1886 | 34          |                            | 15                    |
| 1887 | 29          |                            | 30                    |
| 1888 | 27          | 17                         | 31                    |
| 1889 | 37          | 17                         | 30                    |
| 1890 | 32          | 16                         | 26                    |
| 1891 | 39          | 16                         | 26                    |
| 1892 | 33          | 26                         | 30                    |
| 1893 | 34          | 22                         | 30                    |
| 1894 | 29          | 23                         | 29                    |
| 1895 | 42          | 16                         | 23                    |
| 1896 | 41          | 18                         | 25                    |
| 1897 | 40          | 28                         | 25                    |
| 1898 | 41          | 31                         | 25                    |
| 1899 | 46          | 22                         | 41                    |

## Инфраструктура
- средняя школа;
- Дом культуры;
- церковь;
- библиотека;
- узел связи;
- фельдшерский пункт;
- 6 магазинов;
- детский сад.
- проведен газ, подведена асфальтовая дорога.

## Русская православная церковь
Церковь Божьей Матери Тихвинской, построена в 1882 году на средства прихожан, однопрестольная, деревянная. Приходские деревни: Мусирма, Кудеснеры, Новые Щелканы. В приходе действовали: церковно-приходская школа, Братская и земская школы. Церковь не закрывалась.
В ноябре 2003 года сгорело здание церкви, но служба в церкви не прекратилась. Весной 2004 года начали строительство новой церкви, где участвует население села и Урмарского района, что продолжается и в настоящее время.